# Staufenberg (Hessen)
Staufenberg település Németországban, Hessen tartományban. Lakosainak száma 8630 fő (2023. december 31.).

## Népesség
A település népességének változása:
| Lakosok száma | 8334 | 8423 | 8436 | 8551 | 8630 |
|               | 2017 | 2019 | 2021 | 2022 | 2023 |